# Fouman
Fouman este un oraș din Iran.